# Siphocampylus correoides
Siphocampylus correoides är en klockväxtart som beskrevs av Alexander Zahlbruckner. Siphocampylus correoides ingår i släktet Siphocampylus och familjen klockväxter. Inga underarter finns listade i Catalogue of Life.